# Kunda (město v Estonsku)
Kunda je malé přístavní město v severoestonském kraji Lääne-Virumaa. Leží převážně na levém břehu stejnojmenné řeky, asi 2 km od jejího ústí do Finského zálivu přibližně 100 km východně od Tallinnu. Má kolem tří tisíc obyvatel a rozlohu 9,85 km². Administrativně spadá pod samosprávnou obec Viru-Nigula.

## Historie

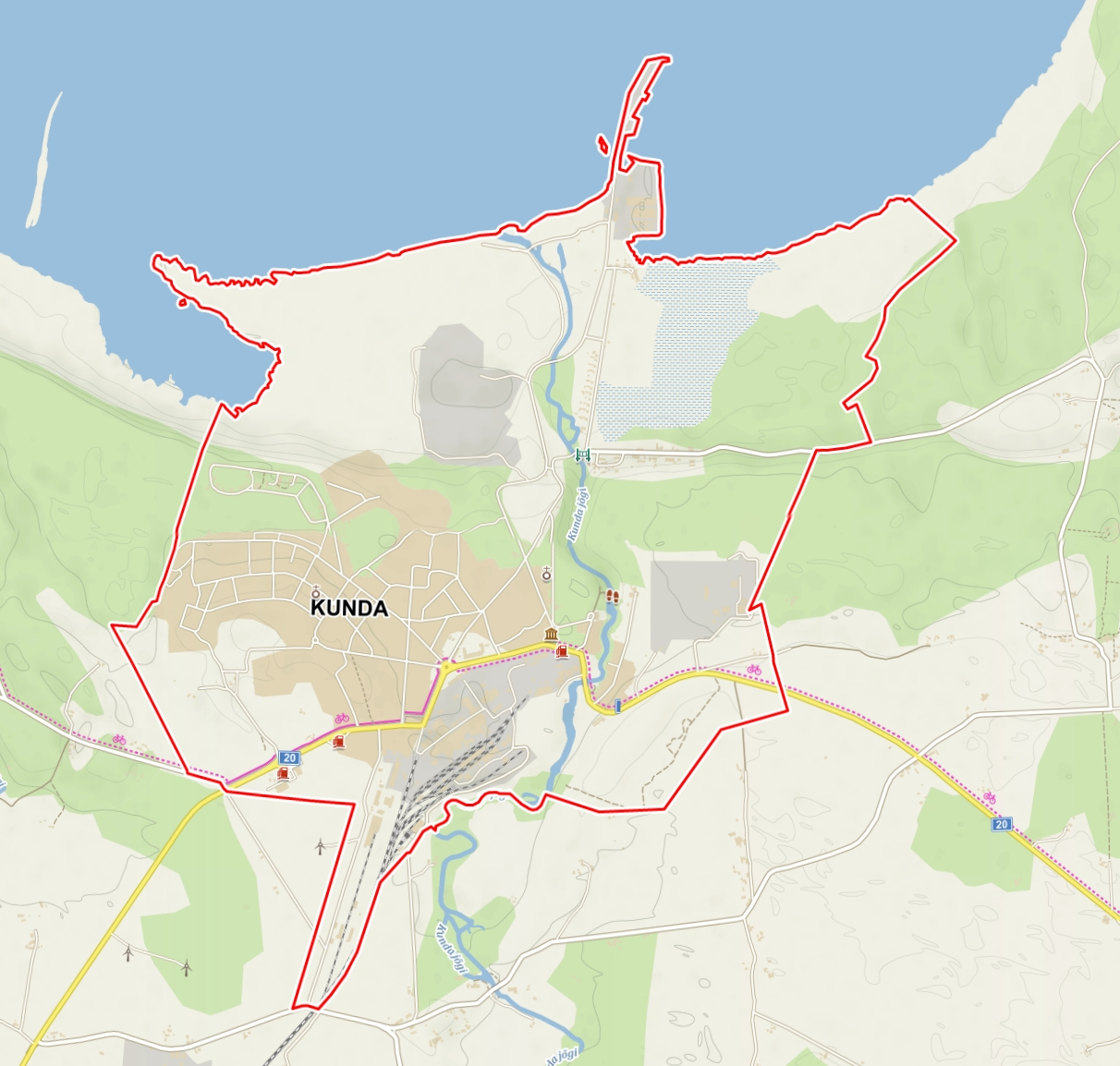
Mapa

Podle archeologických nálezů byla oblast dnešního města osídlena již v 7. tisíciletí před naším letopočtem tzv. kundskou kulturou. Při vykopávkách na vyvýšenině Lammasmägi bylo nalezeno přes 3800 předmětů, zejména kamenných a kostních hrotů šípů a harpun, kamenných seker a pěstních klínů. Stylizovaný obraz těchto nálezů se dostal též do znaku města.
První písemná zmínka o Kundě pochází z roku 1241. Významnou se však stala až díky přístavu, postavenému v 19. století. Od roku 1870 také jihovýchodně od centra města funguje největší estonská cementárna. K výrobě cementu se používá vápencový slín, vápenec a jíl těžený v okolí města. Cementárnu vlastní firma Kunda Nordic Tsement, součást nadnárodního koncernu HeidelbergCement; výroba v roce 2006 byla 943 tisíc tun.
V roce 1893 byla na řece východně od centra města postavena první vodní elektrárna v celé severní Evropě (Kunda hüdroelektrijaam).[zdroj?]

## Současnost
Kunda je spojena železnicí s krajským městem Rakvere na hlavní trati Tallinn–Narva zhruba 18 km jihozápadně. Trať slouží jen pro nákladní dopravu, především pro potřeby cementárny. Provozovatelem trati je společnost Kunda Trans.
V roce 2004 na pravém břehu Kundy začala (i s pomocí českých specialistů) výstavba celulózky Estonian Cell s výrobou termomechanické buničiny, nájezd výroby (140 tisíc tun ročně) v roce 2006.[zdroj?]
Počet obyvatel od roku 1989 klesá; etničtí Rusové tvoří zhruba třetinu. V městečku je hotel (nižší kategorie), několik restaurací a dva supermarkety (řetězec Konsum). Je zde také muzeum cementu ve staré kancelářské budově cementárny.
V českém mediálním prostoru na sebe městečko upozornilo v srpnu 2024, kdy aerolinky airBaltic spustily hlasování ohledně pojmenování letounů své flotily podle měst pobaltských států. Hlasovat měli možnost lidé z celého světa a do hlasování se zapojili i občané Česka, kteří výsledky výrazně ovlivnili a Kunda tak na celé čáře zvítězila. Do popředí zájmu hlasujících z Česka se poté dostala i města Püssi a Lihula.

## Významní rodáci
- Argo Aadli (* 1980) – herec
- Ernst Öpik (1893–1985) – astronom
- Knudåge Riisager (1897–1974) – dánský skladatel

## Partnerská města
- Söderhamn, Švédsko (od 1994)
- Seinäjoki, Finsko (od 1995)
- Gdynia, Polsko (od 2001)
- Brocēni, Lotyšsko (od 2001)[4]

## Galerie

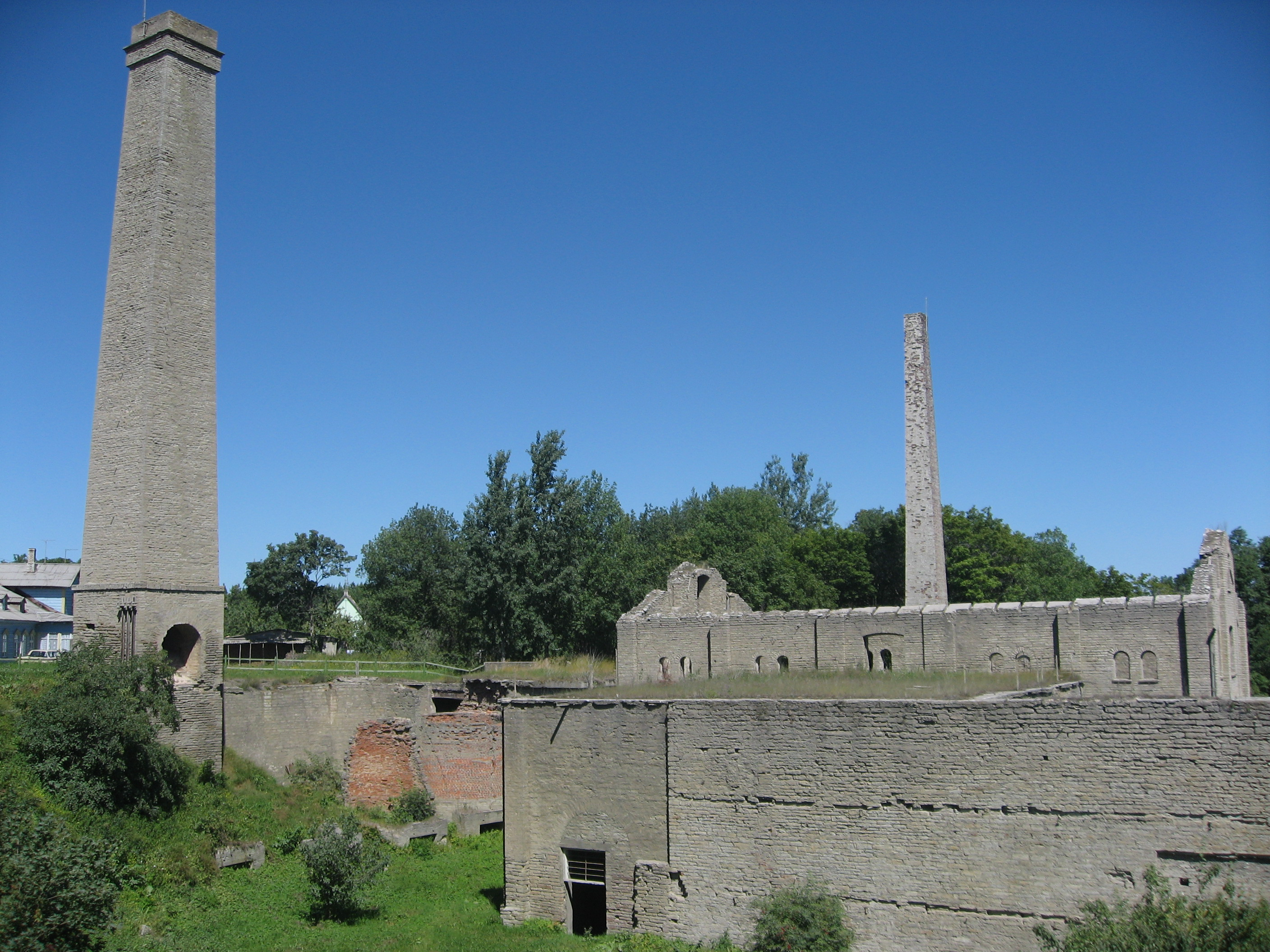
Staré cementárenské budovy
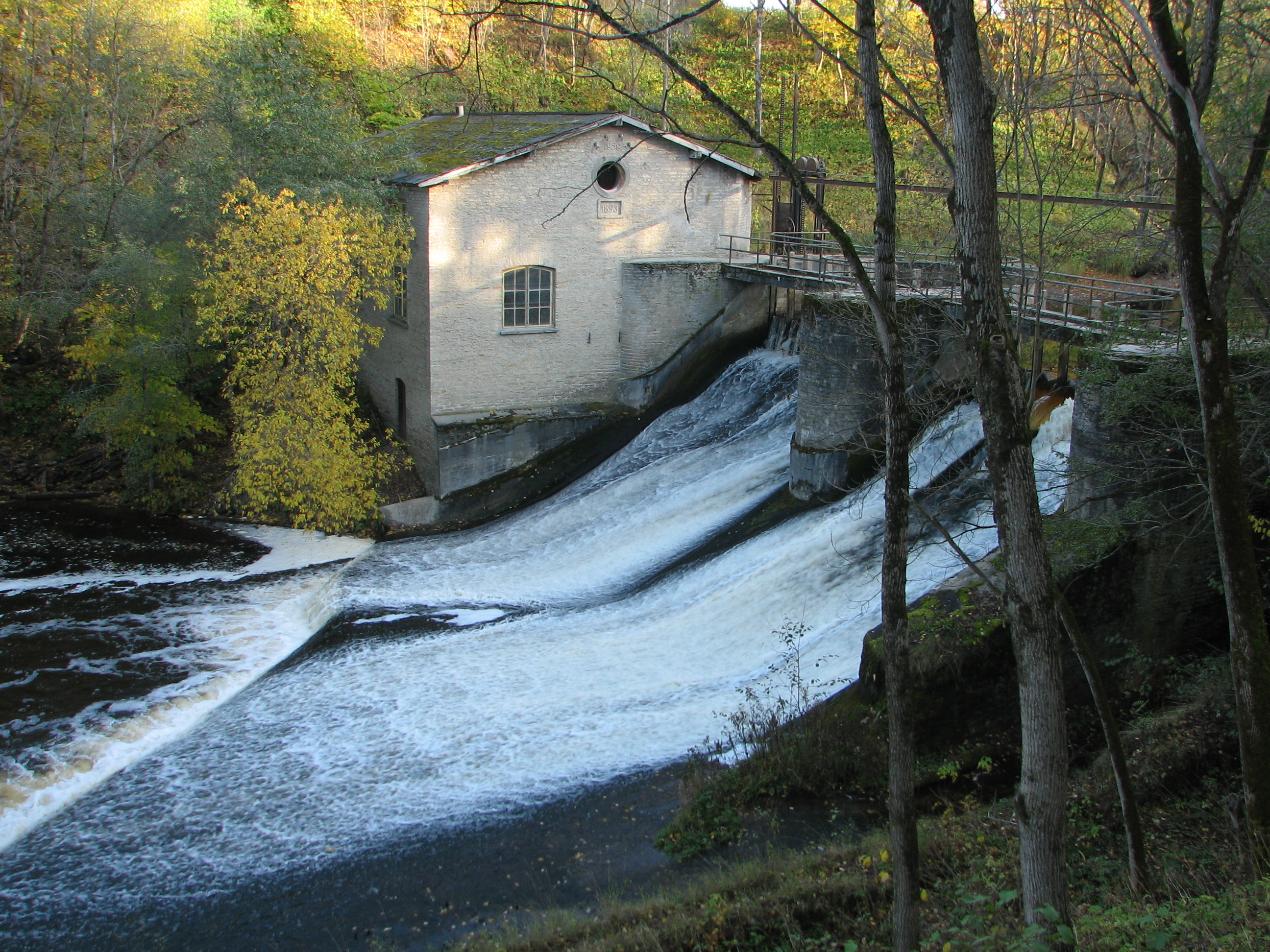
Hráz elektrárny
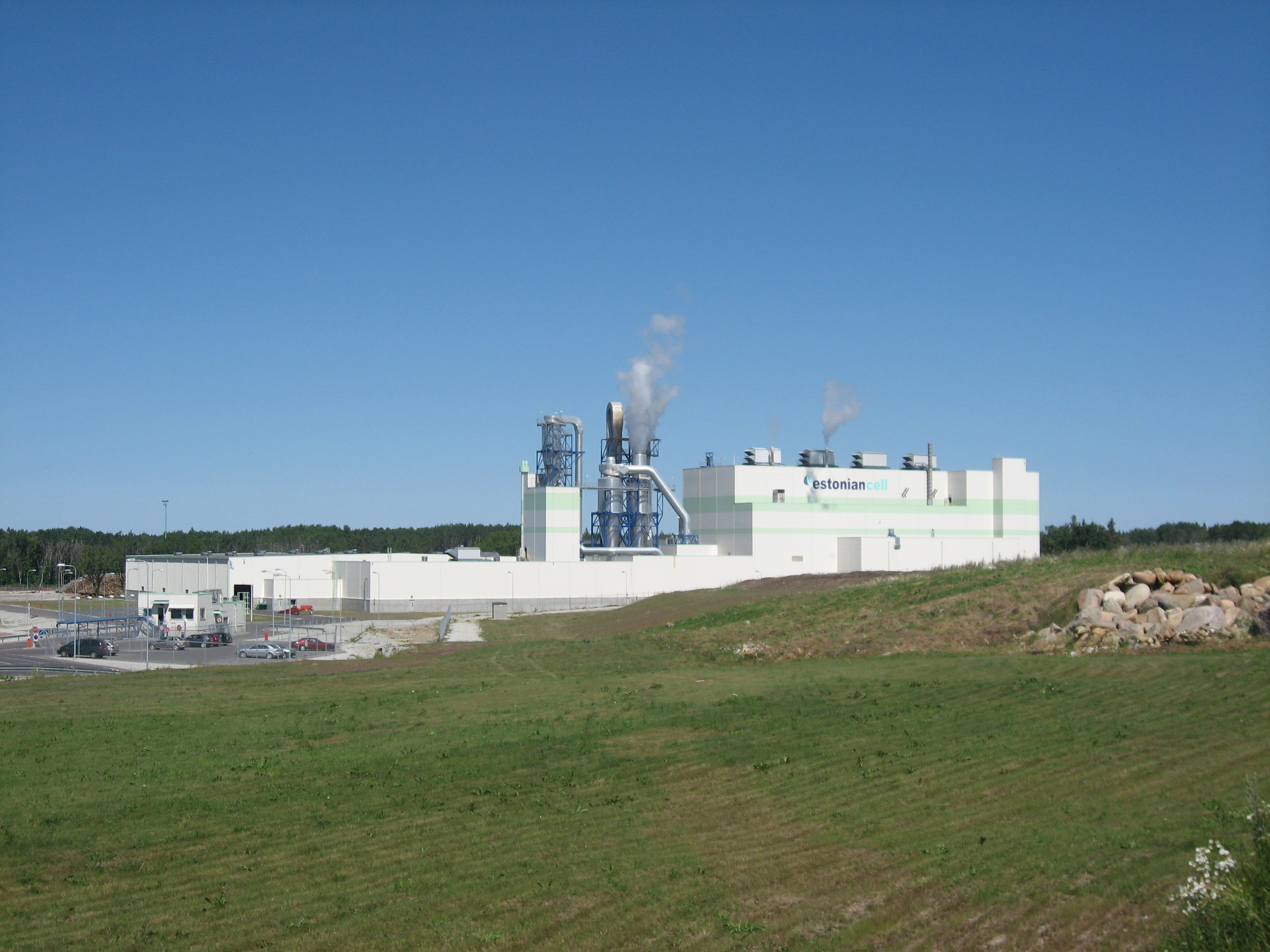
Celulózka
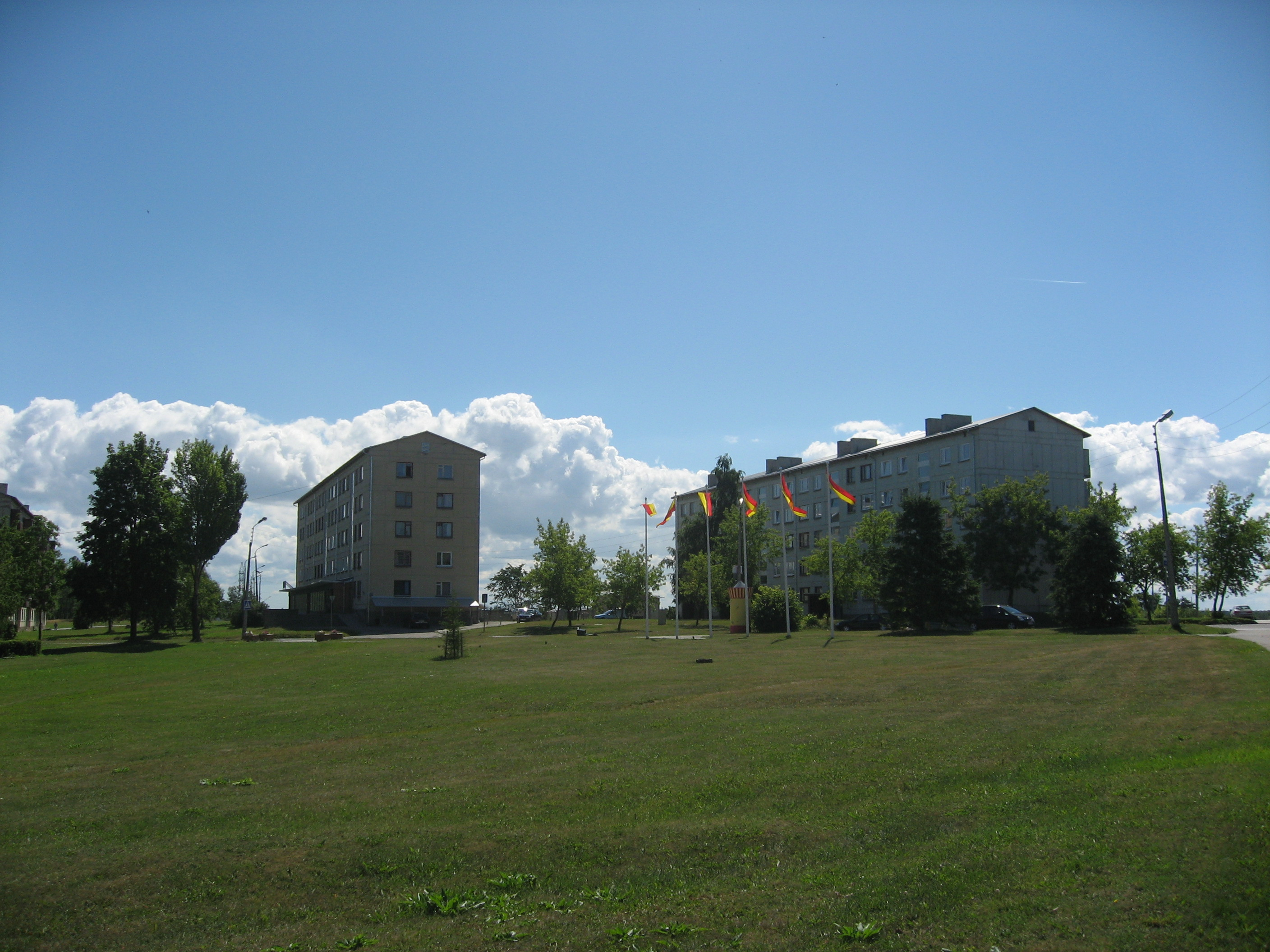
Činžáky v centru města